# The Chicago Transit Authority
| Recensione                        | Giudizio      |
| --------------------------------- | ------------- |
| AllMusic                          | [ 3 ]         |
| The New Rolling Stone Album Guide | [ 4 ]         |
| Sputnikmusic                      | 5.0 (Classic) |
| Piero Scaruffi                    | [ 6 ]         |
| Debaser                           | [ 7 ]         |
| Dizionario del Pop-Rock           | [ 8 ]         |
| 24.000 dischi                     | [ 9 ]         |

The Chicago Transit Authority è il primo album discografico in studio del gruppo musicale statunitense Chicago, pubblicato (in doppio album) a nome Chicago Transit Authority nell'aprile del 1969.

## Tracce

### LP
Lato A
1. Introduction – 6:35 (Terry Kath)
2. Does Anybody Really Know What Time It Is? – 4:33 (Robert Lamm)
3. Beginnings – 7:58 (Robert Lamm)

Lato B
1. Questions 67 and 68 – 5:04 (Robert Lamm)
2. Listen – 3:22 (Robert Lamm)
3. Poem 58 – 8:37 (Robert Lamm)

Lato C
1. Free Form Guitar – 6:53 (Terry Kath)
2. South California Purples – 6:10 (Robert Lamm)
3. I'm a Man – 7:40 (Steve Winwood, Jimmy Miller)

Lato D
1. Prologue, August 29, 1968 – 0:57 (James William Guercio)
2. Someday (August 29, 1968) – 4:13 (James Pankow, Robert Lamm)
3. Liberation – 15:41 (James Pankow)

## Formazione
- Peter Cetera - basso e voce solista (brani: Questions 67 and 68, I'm a Man e Someday (August 29, 1968))
- Terry Kath - chitarra e voce solista (brani: Introduction, I'm a Man e Liberation)
- Robert Lamm - tastiere e voce solista (brani: Does Anybody Really Know What Time It Is?, Beginnings, Questions 67 and 68, Listen. Poem 58, South California Purples, I'm a Man e Someday (August 29, 1968))
- Lee Loughnane - tromba, accompagnamento vocale-cori
- James Pankow - trombone
- Walter Parazaider - legni, accompagnamento vocale-cori
- Danny Seraphine - batteria

Note aggiuntive
- James William Guercio - produttore
- Registrazioni effettuate dal 20 al 31 gennaio 1969 al Columbia Recording Studios di New York City, New York (Stati Uniti)[11]
- Fred Catero - ingegnere delle registrazioni
- James Pankow (con l'assistenza degli altri componenti del gruppo) - arrangiamento strumenti a fiato
- Nick Fasciano - artwork copertina album originale
- James William Guercio - note copertina album originale[12]

## Classifica
Album
| Anno | Classifica            | Posizione raggiunta |
| ---- | --------------------- | ------------------- |
| 1969 | Billboard 200         | 17                  |
| 1969 | Official Albums Chart | 9                   |